# GOLDEN TIME (ラジオ番組)
『GOLDEN TIME』（ゴールデン・タイム）は、2005年4月2日から2006年3月25日までJ-WAVEで放送されていたラジオ番組。原則的には生放送であった。

## 概要
前身は『安斎肇とみうらじゅんのTR2 Tuesday』。安斎・みうらの二人による音楽ユニット『勝手に観光協会』を盛り上げるべく立ち上げた番組であるが、2005年4月からは時間帯を移して継続された。平日深夜から土曜深夜という深夜ラジオでのゴールデンタイムに移行したためこの番組タイトルになった。水道橋博士、ケツメイシ等リスナーを公言する芸能人も多い。2006年3月25日深夜の放送をもって番組終了となった。

## 放送時間
- 毎週土曜 26:00-28:00（日曜2:00-4:00）

## ナビゲーター
- みうらじゅん
- 安斎肇

## 主なコーナー

### GOLDEN TIME時代
- みうらじゅんの誰も聴いたことのない音楽

みうらが事務所から持って来た、1度も聴いたことのないヌルい音源を紹介。
- コーナー紹介

紹介途中、話が脱線するのでとても長い。
- 今週の勝手に観光協会

勝手に観光協会のアルバムから毎回1曲を紹介する。
- 接続部

日常何気なく使っている言葉だが、よく考えるといけない言葉を募集し紹介する。
- こんな妖怪イヤだ!

この世の様々な現象を引き起こす妖怪を紹介。
- セクシー敬語

なぜかセクシーに感じられる敬語を、J-WAVEで普段ニュースを読んでいる南部広美に業務的に読んでもらう。
- セクシーDDIT（都々逸）

「おおっと、それはあなたのキャンタマ袋〜♪」のサゲにつながる都々逸を募る。
- ムシに説教！

虫に対して説教するコーナー。番組中盤以降は虫以外の物、事象に対する説教も登場した。
- エコエコアザラク

自分なりのエコロジーを実践しているリスナーからの報告。
- 世界おやじギャグ発見！

世界各国のおやじギャグ（ダジャレ）を紹介する。
- 稼げ聴取率!最高ラジオリサーチ!

本日の放送で最高＆最低聴取率場面をメールで送ってもらい番組最後にそれを読み上げるコーナー。
- 歌え！ポールモーリア
- 珍ネクタイ

ネクタイの代わりにこんなものを首からぶら下げたら？という珍提案。
なお、各コーナーは流動的な為、改編が多かった。

### TR2時代
- セックスのBGM

セックスしている最中にかけたいBGMを紹介。
- 下ネタなんでだろう

テツandトモの「なんでだろう」にインスパイアされたコーナー。
- 下ネタライムMJ SHINE

K DUB SHINEのラップにインスパイアされたコーナー。
- ザ・正論

反論の余地のない正論を挙げてゆく。書籍化寸前まで行ったが未だに書籍にはなっていない。
- 新すぃ決まり手

大相撲での斬新な決まり手を募集。のちに火曜TR2内でコーナーが継続した。

## ゲスト
| 放送日         | ゲスト                         |
| -------------- | ------------------------------ |
| 2005年4月9日   | いとうせいこう                 |
| 2005年4月23日  | リリー・フランキー             |
| 2005年4月30日  | しりあがり寿                   |
| 2005年5月7日   | 梅澤学滋（サザンハリケーン）   |
| 2005年6月4日   | LITTLE (KICK THE CAN CREW)     |
| 2005年6月25日  | ジャガー                       |
| 2005年7月2日   | ケツメイシ                     |
| 2005年7月30日  | 真心ブラザーズ                 |
| 2005年8月13日  | 金剛地武志、宮城マリオ         |
| 2005年9月10日  | 井筒和幸、猫ひろし、ジジ・ぶぅ |
| 2005年10月15日 | 遠藤賢司                       |
| 2005年10月22日 | スチャダラパー                 |
| 2005年10月29日 | 大槻ケンヂ                     |
| 2005年11月26日 | 猫ひろし、ウクレレえいじ       |
| 2006年1月21日  | ROLLY                          |
| 2006年3月11日  | ウクレレえいじ                 |
| 2006年3月18日  | 猫ひろし                       |